# ビル・イーディー
ビル・イーディー（Bill Eadie、本名：William Reid Eadie、1947年12月27日 - ）は、アメリカ合衆国の元プロレスラー。 ペンシルベニア州ブラウンズビル出身。
現役選手時代はボロ・モンゴル（Bolo Mongol）、マスクド・スーパースター（The Masked Superstar）、デモリッション・アックス（Demolition Ax）などのリングネームで活躍した。

## 来歴

### キャリア初期
ウェストバージニア州立大学卒業後にハイスクールの教員をしていたが、友人とプロレス観戦に行った際にジート・モンゴルからスカウトされ、1972年12月15日、ジートがプロモートしていたペンシルベニア州ピッツバーグの興行においてビル・イーディー（Bill Eadie）名義でデビュー。

当初は教員を続けながら時折リングに上がるという状態だったが、1973年よりプロレスに専念するようになり、ジートのパートナーとしてモンゴル人ギミックのボロ・モンゴル（Bolo Mongol）を名乗り、タッグチーム「ザ・モンゴルズ」で活躍。このキャラクターで1974年4月に新日本プロレスへ初来日している。1976年7月には新日本プロレス版のアジアヘビー級王座およびアジアタッグ王座の王者決定リーグ戦にもボロ・モンゴルとして出場した。

### マスクド・スーパースター

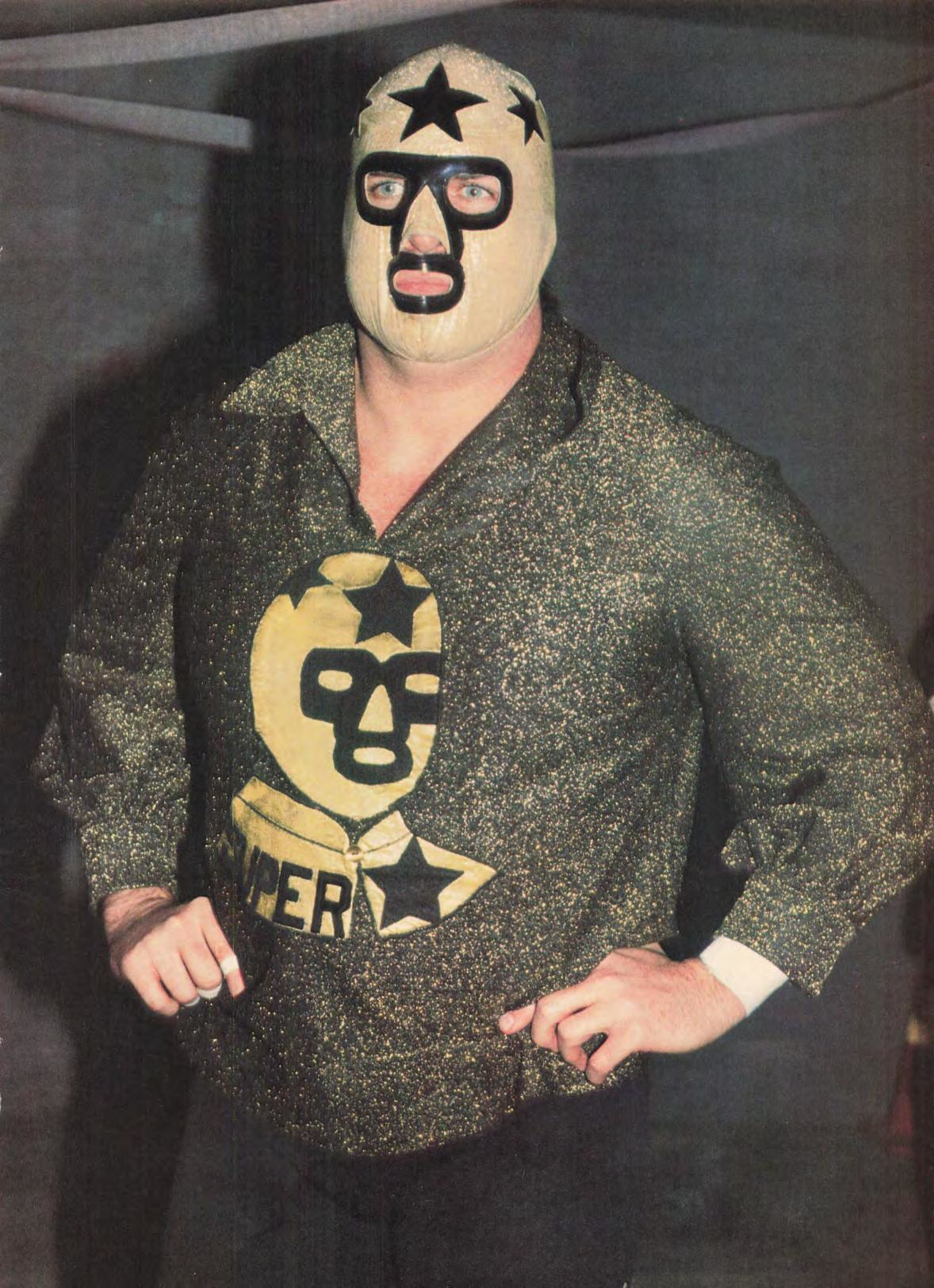
マスクド・スーパースター（1985年）

1976年9月末、ジム・クロケット・ジュニアの主宰するノースカロライナのNWAミッドアトランティック地区で覆面レスラーの "流星仮面" マスクド・スーパースター（The Masked Superstar）に変身。プロフェッサー・ボリス・マレンコをマネージャーに迎えて頭角を現す。1977年3月、新日本プロレスの第4回ワールド・リーグ戦において、マスクド・スーパースターとして日本に初参戦。公式戦では坂口征二から勝利を収め、アントニオ猪木とジョニー・パワーズの辞退もあり全勝でトップ通過する活躍を見せたが、優勝戦では坂口に敗れた。なお、同リーグ戦にはジートの初代パートナーだったベポ・モンゴルことニコリ・ボルコフも参加しており、両者は公式戦で対戦している。大型外国人対決としても注目されたが、当時はすでにイーディーの方が格上であり、フォール勝ちを収めている。
以降も新日本プロレスの常連外国人選手となり、1978年3月の来日時はマネージャーのマレンコを帯同し、3月30日に蔵前国技館で猪木のNWFヘビー級王座に挑戦。1979年9月6日には福岡スポーツセンターにて、坂口の北米ヘビー級王座にも挑んだ。1981年8月6日、蔵前国技館での猪木との「賞金3万ドル&覆面剥ぎマッチ」に敗れて覆面を剥がされたため、同年10月には素顔でビリー・クラッシャー（Billy Crusher）と名乗って来日していたが、ほとぼりが冷めるとマスクド・スーパースターに戻った（以後、1984年8月の新日本のパキスタン遠征にもビリー・クラッシャー名義で参加しているが、1981年8月の猪木との覆面剥ぎマッチでは、覆面を剥がされた直後にタオルで顔を隠して逃走するなど素顔を完全に晒していなかったこともあり、ビリー・クラッシャーとマスクド・スーパースターが同一人物であることは公表されなかった）。1982年9月21日には大阪府立体育館にて、藤波辰巳が獲得したWWFインターナショナル・ヘビー級王座の初防衛戦の挑戦者を務めた。
IWGPリーグ戦には1984年から1986年まで3年連続で参加。年末のタッグリーグ戦でもディック・マードックとのコンビで上位に食い込む活躍を残している。また、1985年8月にはスーパー・マシーン（Super Machine）としてマシーン軍団に加入、アメリカでの抗争相手でもあったアンドレ・ザ・ジャイアントのジャイアント・マシーンとコンビを結成した。スーパー・マシーンは覆面レスラー史上にも稀な「正体も覆面レスラーの覆面レスラー」ということになる。
マスクド・スーパースターに変身後のアメリカマットでは、ヒールのトップとして主にNWAの南部テリトリーを中心に活躍。ミッドアトランティックではマイティ・イゴール、ワフー・マクダニエル、ブラックジャック・マリガンと抗争を繰り広げ、1980年4月にはトーナメント決勝でマリガンを破り、空位となっていたTV王座を獲得。ビッグ・ジョン・スタッドをマスクド・スーパースター2号に変身させ、マリガン&アンドレとの大型タッグ対決も行われた。同年下期からは一時的にベビーフェイスに転向し、リッキー・スティムボートともタッグを組んだこともある。フェイスターン中はポール・ジョーンズをパートナーに、レイ・スティーブンス&ジミー・スヌーカ、スティーブンス&イワン・コロフ、ミネソタ・レッキング・クルーのジン・アンダーソン&オレイ・アンダーソンなどのチームとミッドアトランティック版のNWA世界タッグ王座を争った。
他地区では、1980年にテネシー州メンフィスのCWAに出場、4月28日のミッドサウス・コロシアムでのメインイベントでは、前王者ジェリー・ローラーの返上で空位となっていたCWA世界ヘビー級王座をビル・ロビンソンと争った。1981年にはフリッツ・フォン・エリックが主宰するテキサス州ダラスのWCCWにて、ケン・パテラを破りNWAアメリカン・ヘビー級王座（後のWCWA世界ヘビー級王座）を獲得したとされている。
後年のホームタウンでもあるジョージアのGCW（ジム・バーネット主宰）では1970年代末から1980年代初頭にかけて、トミー・リッチとの遺恨マッチやミスター・レスリング2号との覆面レスラー同士の抗争を展開したほか、スタン・ハンセンとも何度となく対戦している。ハンセンとはタッグを組んだこともあるが、日本において両者の対戦やタッグチームが実現することはなかった。1981年8月15日にはスティーブ・オルソノスキーを破り、前年10月に新設されたNWAナショナル・ヘビー級王座を獲得、翌月の9月12日にはリッチからNWAジョージア・ヘビー級王座を奪取して、ナショナル王座と統一させている。戴冠中の同月22日には、リック・フレアーのNWA世界ヘビー級王座に挑戦。翌1982年もリッチやポール・オーンドーフを相手にナショナル王座を争い、GCWのフラッグシップ・タイトルとなった同王座を通算3回獲得した。
1983年下期、グラン・ウィザードをマネージャーに迎えてWWFに登場。ニューヨークのマディソン・スクエア・ガーデン定期戦において、10月17日と11月21日の2カ月連続で当時のWWF王者ボブ・バックランドに挑戦、初戦ではリングアウト勝ちを収めている。翌1984年よりビンス・マクマホン・ジュニアの体制下でスタートした全米侵攻にも、スタッド、オーンドーフ、ロディ・パイパーらと共にヒールの主力メンバーとして参加し、同年2月10日にはNWAの本拠地であったセントルイスのキール・オーディトリアムにて、新WWF王者ハルク・ホーガンの初防衛戦の相手を務めた（この試合は、WWFの全米侵攻第1弾のメインイベントでもあった）。
WWF離脱後は一時ジョージアに戻り、キングコング・バンディと組んで1984年5月6日にロード・ウォリアーズからNWAナショナル・タッグ王座を奪取。同年下期にはスチュ・ハートの運営するカナダ・カルガリー地区のスタンピード・レスリングにおいて、ニック・ボックウィンクルを破ったとして、同地区で新設されたIWA世界ヘビー級王座のチャンピオンに認定されている。その後はAWAに進出し、ミスター・サイトーの用心棒的なヒールとなって、WWFでも因縁のあったサージェント・スローターやジェリー・ブラックウェルと抗争。ブルーザー・ブロディともタッグを組んだ。同時期、親友でもあるディノ・ブラボーのブッキングでカナダのモントリオール地区でも活動した。
1986年の上期はビル・ワットの主宰する中南部のMSWAに出場、新日本プロレスでのパートナーだったマードックと組み、テッド・デビアス、スティーブ・ウィリアムス、ジム・ドゥガンらと対戦した（MSWAでは、ジン・キニスキーの息子ケリー・キニスキーがマスクド・スーパースター2号に変身していた）。同年はフロリダ地区にも参戦し、7月22日にレックス・ルガーからNWA南部ヘビー級王座を奪取している。
マスクド・スーパースター名義としては1976年から約10年間に渡って活躍した。覆面レスラーのギミックは短命に終わる場合の多い米マット界においては異例のキャラクター寿命を誇り、日本マットに定着したザ・デストロイヤーを除くと、ミスター・レスリング1号&2号、ジ・アサシン、ザ・スポイラー（スーパー・デストロイヤー）などと並ぶ、アメリカのマスクマンの代表格だった。

### デモリッション・アックス

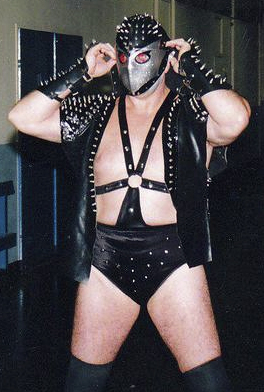
デモリッションのコスチューム（1991年）

1986年の後半からは前述のマシーン軍団の一員、スーパー・マシーンとしてWWFと再契約。NWA時代のライバルでもあったマリガン＝ビッグ・マシーンも加わり、日本からやって来たベビーフェイスのマスクマン軍団として売り出された。しかし、1987年からは再びヒールターンして、覆面を脱ぎ顔面にペイントを施すなど大胆なギミック・チェンジを行い、デモリッション・アックス（Demolition Ax）を名乗って大型タッグチーム「デモリッション」を結成。初期はジョニー・バリアント、後にミスター・フジをマネージャーに迎え、相棒のデモリッション・スマッシュことバリー・ダーソウと共にWWF世界タッグ王座を再三獲得した。1990年4月13日に東京ドームで行われた日米レスリングサミットでは、ジャイアント馬場&アンドレの大巨人コンビと対戦している。
1990年下期より体調不良のため試合出場を控えるようになり、デモリッションにはクラッシュ（ブライアン・アダムス）が新しく加入。アックスはスマッシュとクラッシュをコントロールするプレイング・マネージャーとなり、同時期にWWFに移籍してきたリージョン・オブ・ドゥームと抗争を繰り広げた。

WWF離脱後もデモリッション時代と同じコスチュームとリングネームで活動し、マスクド・スーパースター時代の主戦場だった新日本プロレスにも度々参戦したが、キャラクターの使用権を巡ってマクマホン・ジュニアとの間で軋轢が生じ、その後はWWEとは絶縁状態である。
1993年7月にはマスクド・スーパースターとしてW★INGプロモーションに来日。W★ING認定世界ヘビー級王座の初代王者決定トーナメントに出場し、1回戦でフレディ・クルーガーから反則勝ちを収めたが、準々決勝でゴリアス・エル・ヒガンテに敗退した。マードックとも久々にコンビを組み、金村ゆきひろ&荒谷信孝やザ・ヘッドハンターズと対戦した。

### 引退後

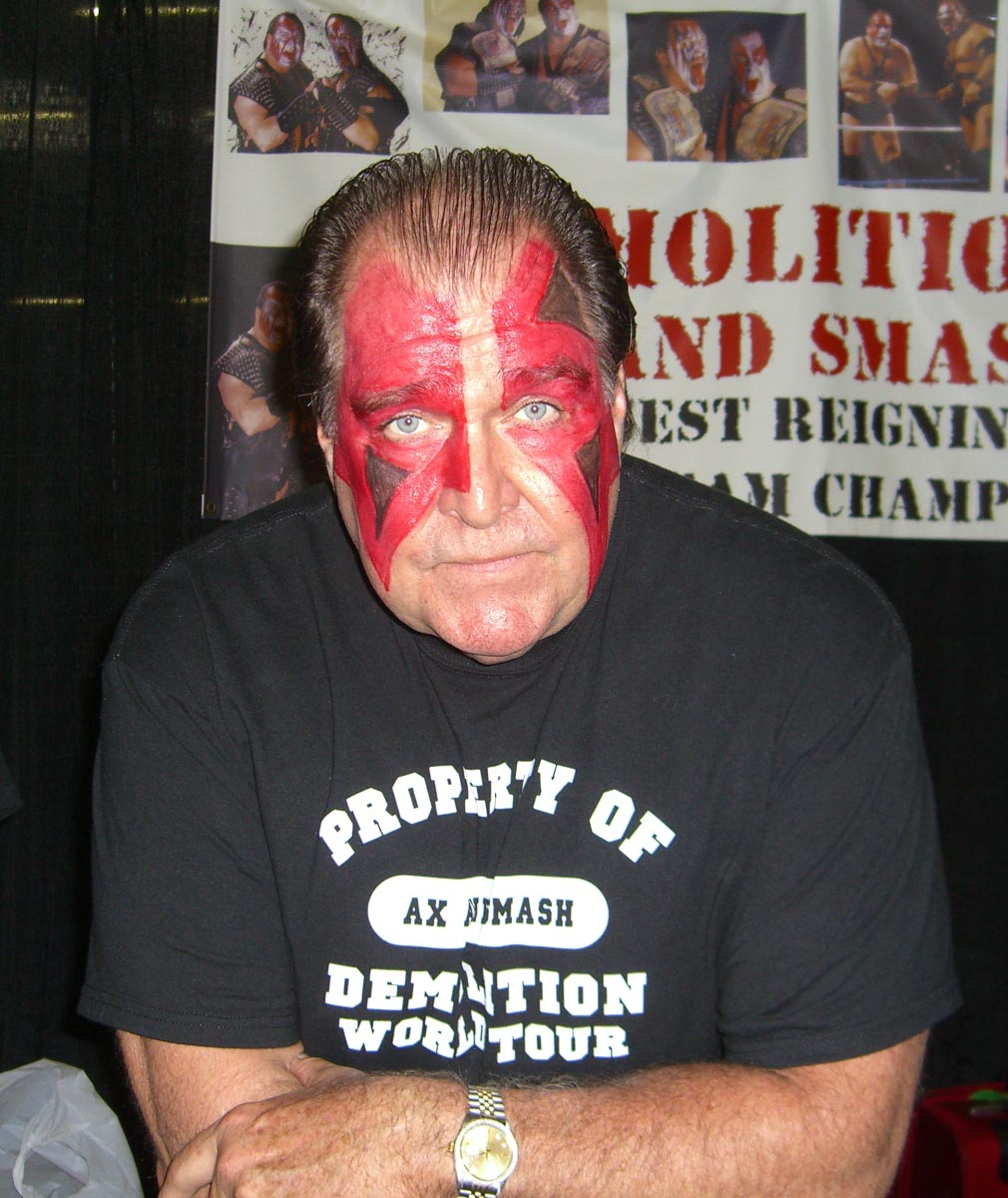
デモリッション・アックス（2009年）

現役を離れてからはジョージア州の青少年更生施設で指導員として勤務する傍ら、各地のインディー団体にレジェンドとして単発的に出場しており、2007年にはスマッシュとのデモリッションも復活させた。2008年2月29日、ペンシルベニア州フィラデルフィアのチカラで行われた6人タッグマッチのトーナメントにはスマッシュ&ワンマン・ギャングと "Team WWF" を結成して出場した。
2009年7月、久々の来日が実現。7月4日に新木場1stRINGにて『流星仮面FIESTA』と題された記念大会が覆面MANIAの後援で開催され、マスクド・スーパースターとしてスーパー・ストロング・マシーンと組み、ミステル・カカオ&4代目タイガーマスクと対戦した。7月5日には新日本プロレスの後楽園ホール大会に登場して挨拶を行っている。
2011年7月には、少年犯罪者更生に向けてのチャリティー活動の一環として、東京と大阪での引退ツアーが開催された。大阪プロレスの主催による7月15日の『流星仮面Osaka FINAL』では6人タッグマッチで藤波辰爾と対戦。7月17日に新木場1stRINGで行われた『流星仮面FIESTA・FINAL』では、メインイベントの引退試合に初代タイガーマスクとのタッグチームで出場、藤原喜明&ブラック・タイガーVから勝利を収めた。
2012年3月31日、フロリダ州マイアミビーチで行われたプロレスリング・スーパースターズ主催の "Tribute To Championship Wrestling From Florida" にマスクド・スーパースターとして出場。メインイベントの8人タッグチーム・エリミネーション・マッチにおいて、ロン・バスやラリー・ズビスコらと組み、マイク・グラハム、ブライアン・ブレアー、カルロス・コロン、ラニー・ポッフォ組と対戦した
2013年から2016年にかけては、スマッシュとのデモリッションで各地のインディー団体に度々出場。2017年3月18日には、NWA時代の主戦場だったノースカロライナを本拠地とするNCWAのイベントにおいて、ロックンロール・エクスプレスと6人タッグマッチで対戦した。
厚生施設指導員を退職後も週に2日、特別厚生支援学校職員と共に少年へのライフスキル復帰の指導に携わっている。また、月に数回、マスクド・スーパースターおよびデモリッション・アックスとして、ファンイベントのサイン会などでファンとの交流を続けている。

## 得意技
- フライング・ネックブリーカー・ドロップ
- スイング式ネックブリーカー
- コブラ・クラッチ
- ハイジャック・バックブリーカー
- フライング・クロスチョップ
- モンゴリアン・チョップ
- ダイビング・ボディ・プレス
- 河津落とし
- エルボー・ドロップ
- クローズライン（アックス時代の得意技）

## 獲得タイトル
ボロ・モンゴル

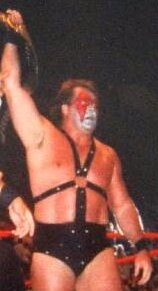
WWF世界タッグ王者時代のデモリッション・アックス

- インターナショナル・レスリング・アソシエーション
  - IWA世界タッグ王座：2回（w / ジート・モンゴル）[53]
- イースタン・スポーツ・アソシエーション
  - ESA北米ヘビー級王座：2回[54]

マスクド・スーパースター
- ジム・クロケット・プロモーションズ
  - NWAミッドアトランティックTV王座：1回[16]
  - NWAミッドアトランティック・タッグ王座：1回（w / マスクド・スーパースター2号）[55]
  - NWA世界タッグ王座：2回（w / ポール・ジョーンズ）[20]
- ジョージア・チャンピオンシップ・レスリング
  - NWAジョージア・ヘビー級王座：4回[26]
  - NWAジョージア・タッグ王座：1回（w / オースチン・アイドル）[56]
  - NWAナショナル・ヘビー級王座：4回[25]
  - NWAナショナル・タッグ王座：2回（w / スーパー・デストロイヤー、キングコング・バンディ）[31]
- チャンピオンシップ・レスリング・フロム・フロリダ
  - NWA南部ヘビー級王座：1回[37]
- NWAビッグタイム・レスリング
  - NWAアメリカン・ヘビー級王座：1回[23]
- スタンピード・レスリング
  - IWA世界ヘビー級王座：1回[32]
- 新日本プロレス
  - 第4回ワールドリーグ戦準優勝：1977年

デモリッション・アックス
- ワールド・レスリング・フェデレーション
  - WWF世界タッグ王座：3回（w / デモリッション・スマッシュ）[40][41]
- インディー
  - GLCWタッグ王座：1回（w / デモリッション・スマッシュ）
  - USXWタッグ王座：1回（w / デモリッション・スマッシュ）
  - IAWタッグ王座：2回（w / タイフーン）

## マネージャー
ボロ・モンゴル
- ジョージ "ザ・クライベイビー" キャノン（IWA）

マスクド・スーパースター
- プロフェッサー・ボリス・マレンコ（JCP）
- ボビー "ザ・ブレイン" ヒーナン（GCW）
- グレート・メフィスト（GCW）
- ジミー・ハート（CWA）
- サー・オリバー・フンパーディンク（CWF）
- グラン・ウィザード（WWF）
- シーク・アドナン・アル＝ケイシー（AWA）

スーパー・マシーン
- 将軍KYワカマツ（新日本プロレス）
- キャプテン・ルー・アルバーノ（WWF）

デモリッション・アックス
- ジョニー・V（WWF）
- ミスター・フジ（WWF）

## 入場テーマ曲
- The Duel (Part I) （by Lenny Stack)　※OST / C.C. and Company（英語版）

マスクド・スーパースター時代に新日本プロレスにてThe Fly 以前に使用。
- The Fly（by Maynard Ferguson）

マスクド・スーパースター時代に新日本プロレスにて使用。
- Demolition（by Rick Derringer）

デモリッション・アックス時代にWWFにて使用。

## エピソード
- マスクド・スーパースターとしての得意技であるフライング・ネックブリーカー・ドロップおよびスイング式ネックブリーカーは、いずれも新日本プロレスの対立団体だった全日本プロレスの総帥ジャイアント馬場の得意技でもあった。これが意図的なものかどうかは不明だが、イーディー本人はフライング・ネックブリーカー・ドロップについて、1982年の第5回MSGシリーズ来日時のインタビューにおいて「1976年頃、スタン・ハンセンのウエスタン・ラリアットを見たマネージャーのグレート・マレンコのアドバイスで使用するようになった」と答えている[57]。なお、日米レスリングサミットでの大巨人コンビVSデモリッション戦のフィニッシュは、馬場の十六文キックからアンドレのエルボー・ドロップでスマッシュがフォールされている。
- ネックブリーカー・ドロップは日本では馬場のオリジナル技であり、スーパースターがこの技を出すとテレビ朝日の新日本プロレス中継では「フライング・スリーパー」と呼んでいた。
- マスクド・スーパースター時代は正体不明の覆面レスラーというキャラクターを活かすため、アメリカではプロフィールは "Unknown"とされており、日本のプロレスマスコミ上でも長い間「生年月日・出身地は非公開」となっていた。また、当時はレスラー仲間から『スープ（Supe）』の愛称で呼ばれていた。
- 1983年、サザンオールスターズのラジカセの広告に素顔で登場したことがある。
- マスクド・スーパースター時代にリングコスチュームとして着用していた似顔絵入りジャケットは、当初義祖母が作成し、後に夫人が継承した。
- 2002年に週刊プロレスが行ったインタビューで「ニュージャパン（新日本プロレス）はベリーグッドカンパニー。新日本プロレス一筋でよかったと思っている」「新日本プロレスの外国人選手バスのドライバーは運転が上手かった。そのドライバーが退社したのは残念だが、彼が運転するバスにもう一度乗車してみたい」などとコメントした一方で[58]、ハンセンから全日本プロレス入りを誘われていたことも明かしている[59]。